# Dvě nevěsty a jedna svatba
Dvě nevěsty a jedna svatba je český film z roku 2018. Film režíroval Tomáš Svoboda, scénář napsali Tomáš Svoboda a Marcel Bystroň. Jedná se o komedii, kde hlavní role ztvárnili Anna Polívková, Ester Geislerová, Eva Holubová, Bohumil Klepl, Jaroslav Plesl a Jan Dolanský.